# ZX Grand Lion
ZX Grand Lion (на домашнем рынке — ZX Weishi 1949) — пикап выпускающийся с 2021 года китайской компанией ZX Auto.

## История
Модель представлена в 2021 году, став флагманской моделью компании сместив ZX Terralord.
В продаже на домашнем рынке по цене от 155 900 до 209 900 юаней (24 460 — 32 800 долларов).

## Описание
Кабина может быть только двухрядной.
Длина базовой версии — 5392 мм, ширина — 2045 мм, высота — 1965 мм. Удлинённый вариант имеет длину 5692 мм.
Грузовая площадка у базовой версии — 1530 мм, у удлинённой версии — 1810 мм.
Подвеска пружинная: спереди — двухрычажная, сзади — неразрезной мост. У удлинённой версии задняя подвеска рессорная.
Двигатели:
- четырехцилиндровый турбодизель объёмом 2.3 литра мощностью 163 л. с., агрегатируется с 6-ступенчатой «механикой».
- четырехцилиндровый бензиновый турбомотор объёмом 2.0 литра мощностью 197 л. с., агрегатируется с 8-ступенчатым «автоматом».

Базовые версии имеют задний привод, опционально — жёстко подключаемый полный привод с демультипликатором.